# Nisa (Parther)
Koordinaten: 37° 58′ 0″ N, 58° 11′ 42″ O
Nisa (auch Nesa, parthisch Parthaunisa, Mithrida(t)kert, das bedeutet „Festung des Mithradates“, oder Mihrdatkart (turkmenisch Gadymy Nusaý) in Turkmenistan, 12 km nordwestlich von Aşgabat) war die erste Hauptstadt der Parther. Seit 2007 steht die Ausgrabungsstätte auf der Liste des UNESCO-Welterbes.

## Geschichte und Aufbau

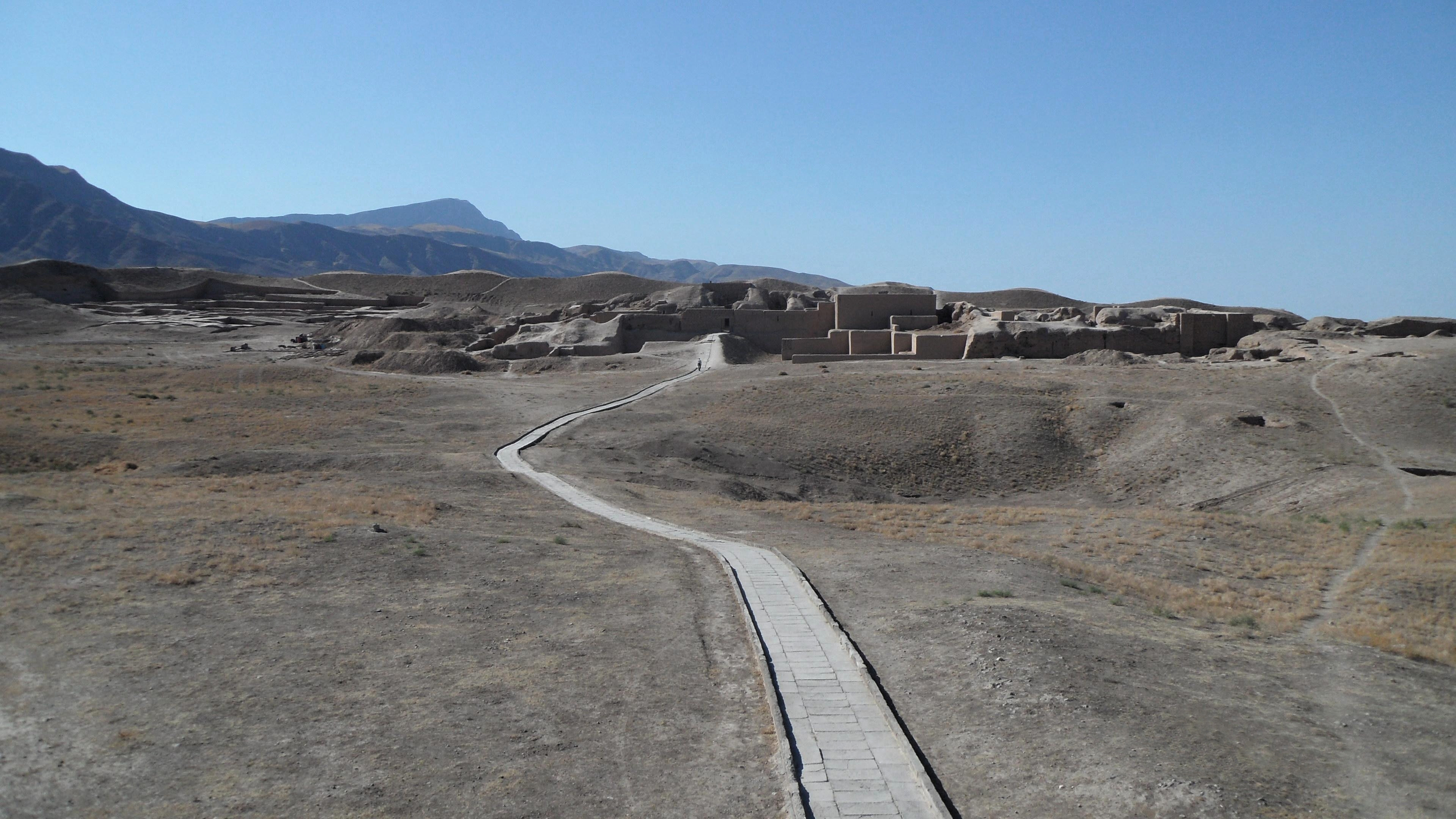
Blick auf die Ruinen von Nisa

Die Stadt bestand aus Neu-Nisa, der eigentlichen Stadt, und Alt-Nisa mit dem königlichen Palast, einer fünfeckigen Festung mit 5–7 m hohen und 8–9 m dicken Wällen aus Stampflehm (pachsa), die mit Ziegeln verkleidet waren und Türme aufwiesen. Im Innern der unter Mithradates I. erbauten Zitadelle lagen Kasernen, ein Rundtempel (Durchmesser 17 m, mit einer Rundhalle von 14 m Durchmesser) und ein Totenpalast mit quadratischen Säulenhallen um einen großen zentralen Hof (38 × 38 m) sowie ursprünglich ein Turm.
Die Wohnhäuser in Neu-Nisa besaßen Vorratslager und Weinkeller, in denen in die Erde gegrabene Tonkrüge (chum) standen. In Neu-Nisa wurde auch ein Friedhof entdeckt.
Neu-Nisa war der erste Ort, an dem die jungsteinzeitliche Dscheitun-Kultur nachgewiesen wurde. Es wurde 1935 durch A. A. Maruschtschenko entdeckt, nach Grabungen in Dscheitun 1955 definierte M. E. Masson dann die entsprechende Kultur. Die Funde aus Neu-Nisa gehören in die mittlere Phase der Dscheitun-Kultur.
Neu-Nisa bestand bis ins Mittelalter hinein, während Alt-Nisa zu Beginn des 3. Jahrhunderts n. Chr. aufgegeben wurde.

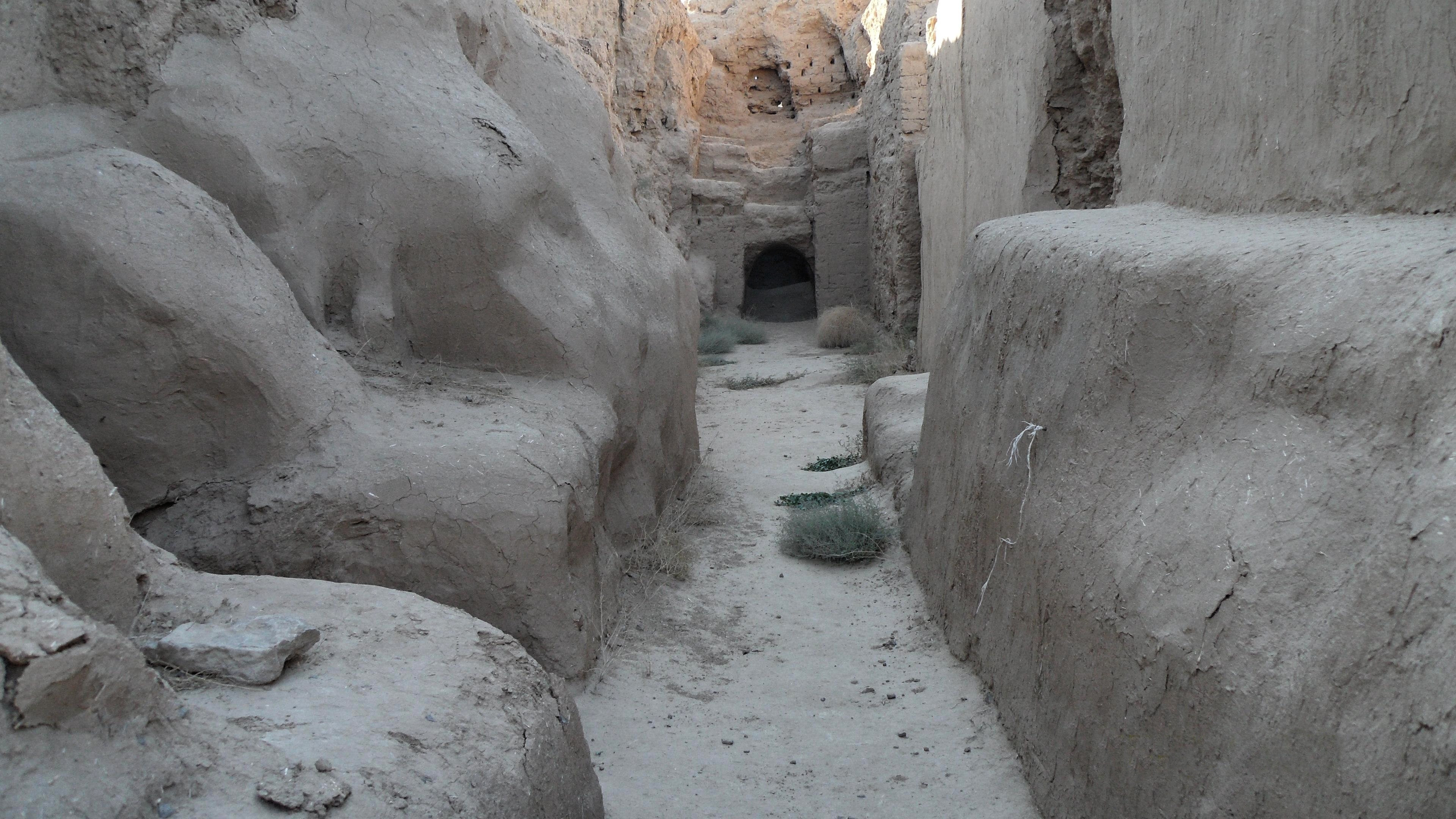
Straße im Grabungshügel
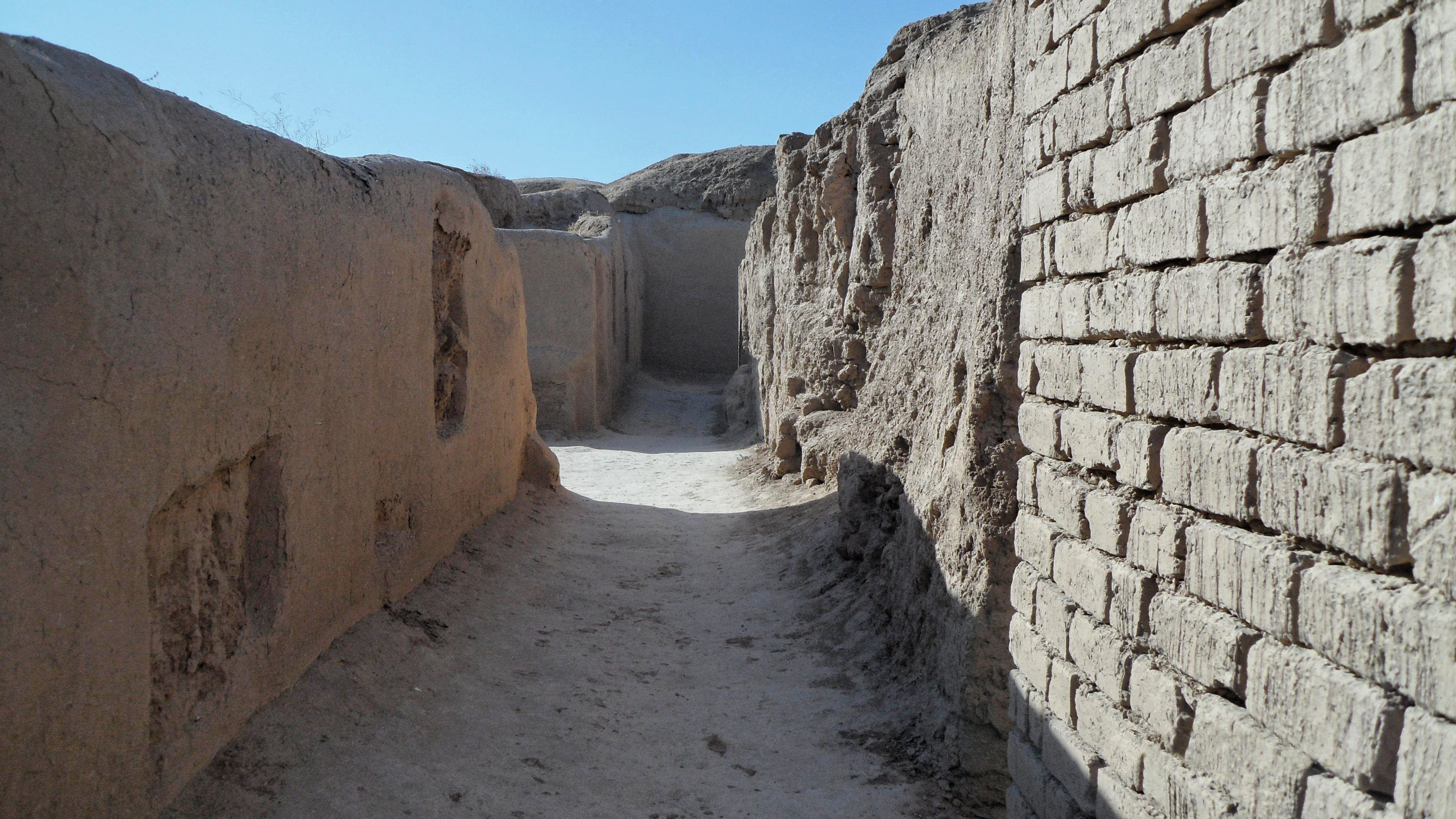
Straße im Grabungshügel
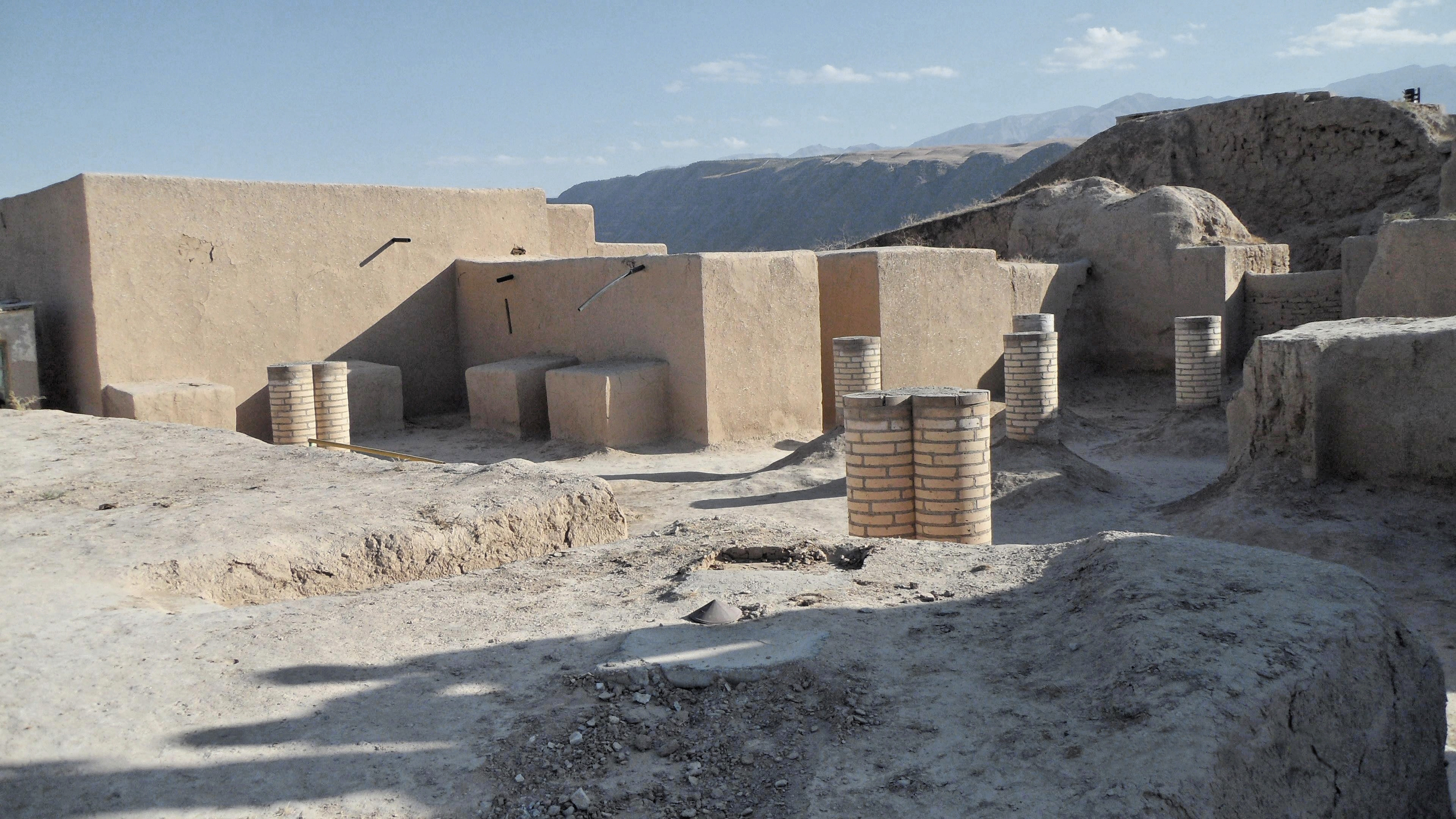
Ausgrabungen
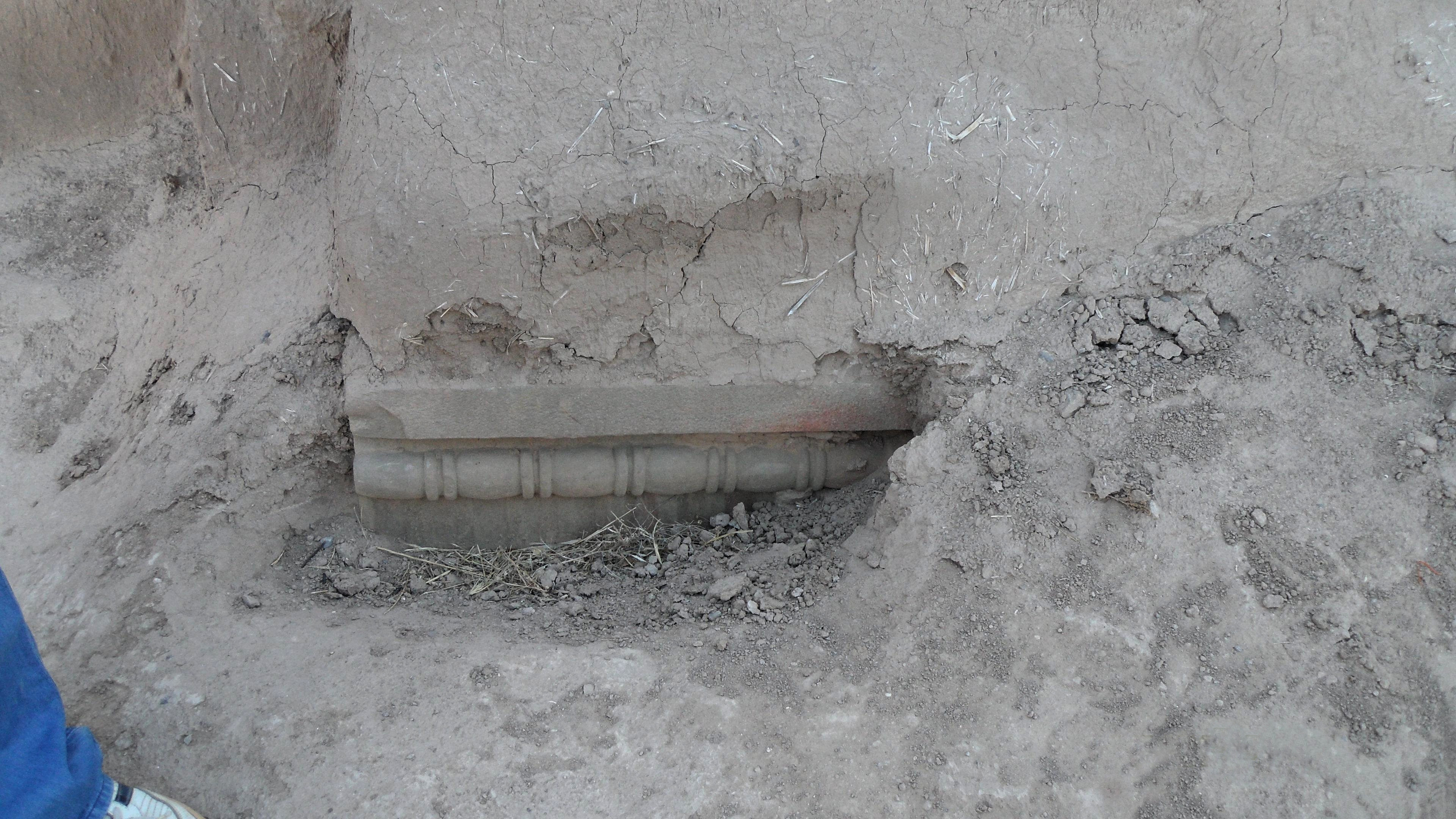
Details einer Ausgrabung
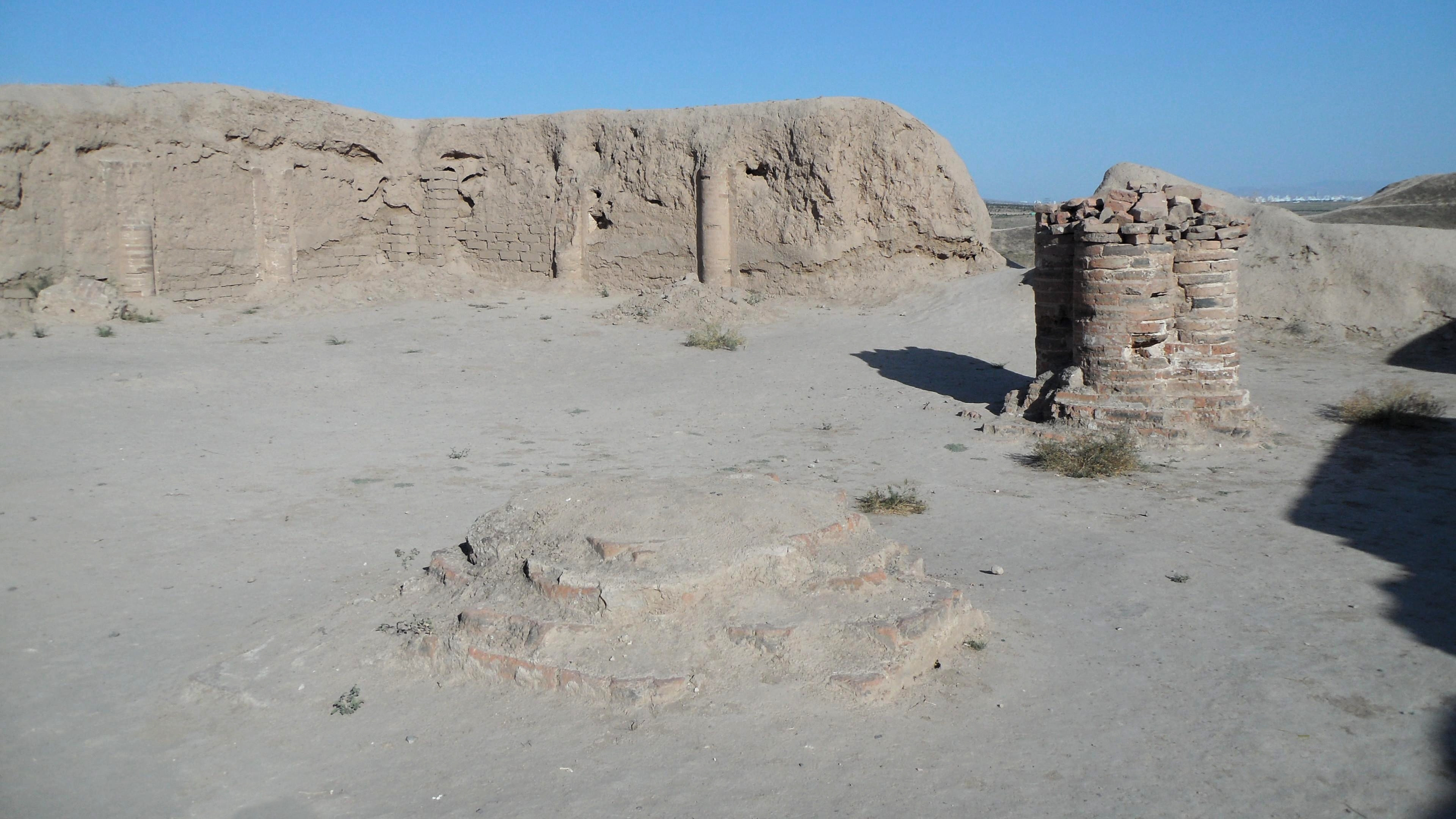
Säulen eines Palastes
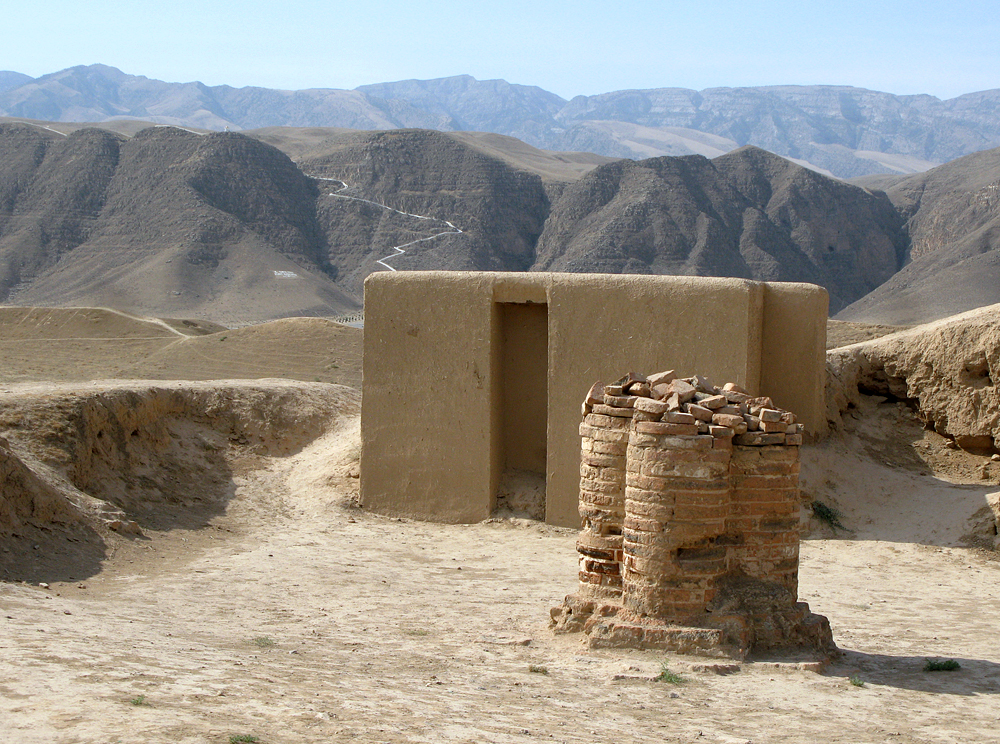
Blick über die Ruinen aufs Gebirge
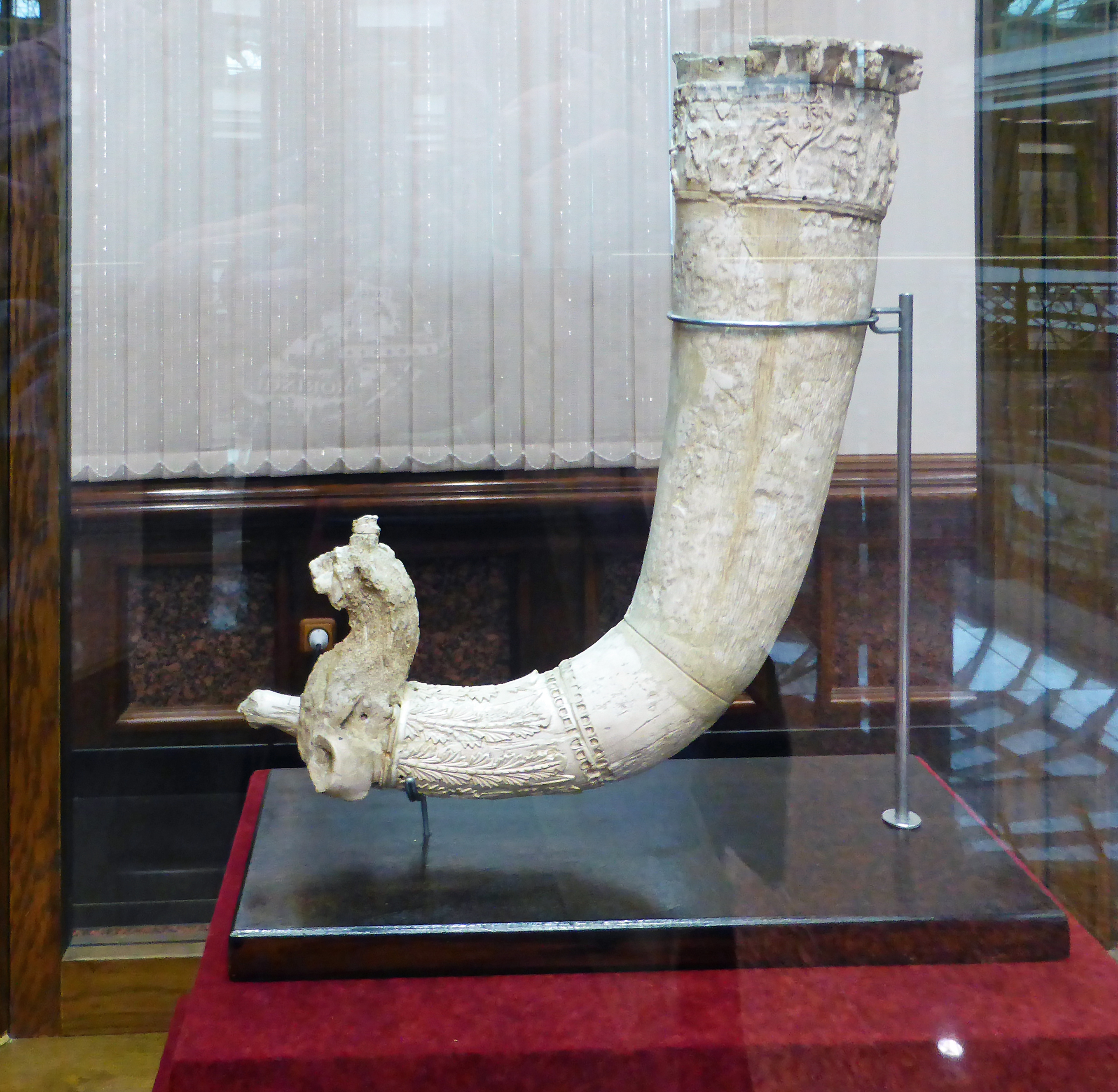
Elfenbeinrhyton

## Erforschung und Funde
Die Stadt wurde in den 1930er Jahren von Alexander Maruschtschenko entdeckt. Seit 1946 wurden durch die südturkmenische Expedition unter Michail Masson mit Wera Bulatowa systematische Grabungen durchgeführt. Seit 1990 finden hier wieder Ausgrabungen durch die Universität Turin statt.
Die Funde zeigen teilweise starken hellenistischen Einfluss, besonders die Marmorplastiken (etwa Marmorstatuen griechischer Gottheiten wie Aphrodite, Anadyomene, Artemis und Dionysos), während die Gipsreliefs in dem typischen parthischen Stil gehalten sind. Zahlreiche überlebensgroße Menschenfiguren aus Ton zeigen vermutlich parthische Herrscher oder Krieger. Unter den Kleinfunden sind Siegelabdrücke und Tierfiguren aus Edelmetall erwähnenswert. Elfenbein-Rhyta in hellenistischem Stil waren figürlich verziert, mit Ornamentbändern mit Szenen aus der griechischen Mythologie, dionysische Szenen und Protomen in Form von Flügelpferden, Kentauren, Greifen und Löwen.
Etwa 2500 Ostraka tragen aramäische Schriftzeichen. Es handelt sich meist um aus dem 1. Jahrhundert v. Chr. stammende kurze Wirtschaftstexte, insbesondere um datierte Quittungen über Weinlieferungen aus den verschiedenen Regionen des parthischen Reiches an den königlichen Keller.
Ein Teil der Funde, etwa aus der Quadrathalle, befindet sich im Museum von Aşgabat.